# Hagenow
Hagenow är en stad med cirka 12 000 invånare i Mecklenburg-Vorpommern i nordöstra Tyskland. Hagenow ligger ungefär 30 kilometer sydväst om Schwerin. Staden är centralort i amtet Hagenow-Land, vilket staden dock inte tillhör. Älven Schmaar flyter genom staden.

## Historia

### Befolkningsutveckling
Befolkningsutveckling  i Hagenow
Källa: ,
,

## Vänorter
- Mölln i Schleswig-Holstein
- Säffle i Sverige